# How to Touch a Girl
"How to Touch a Girl" (em português, Como Tocar Uma Garota) é uma canção da cantora norte-americana Jojo, contida em seu segundo álbum de estúdio The High Road (2006). Foi composta pela própria com o auxílio dos seus produtores Billy Steinberg e Josh Alexander. Foi o primeiro single da carreira da artista no qual ela é creditada como compositora. Foi lançada como segundo single do álbum apenas nos Estados Unidos e chegou às rádios americanas em 14 de novembro de 2006. A canção faz uma referência lírica ao sucesso clássico de Whitney Houston de 1985, "Saving All My Love for You".

## Recepção pela crítica
A canção conseguiu bons comentários por parte da crítica. Chuck Taylor, da revista Billboard, escreveu: "How to Touch a Girl" surpreende outra vez os mais novos com uma sutil melodia, embora sua estrutura seja bem similar a do hit anterior, "Too Little Too Late". Apesar do título um tanto bizarro, quase perverso, esta faixa mostra o crescente talento de JoJo." Em uma critica sobre o álbum The High Road, Bill Lamb descreveu a canção como "uma amostra quase perfeita do teen pop."

## Videoclipe
O clipe, dirigido por Syndrome, estreou no programa TRL da MTV norte-americana em 7 de dezembro de 2006, e no 106 & Park do canal BET em 16 de janeiro de 2007. O vídeo remonta um ambiente nostálgico, onde discos de vinil se mostram presentes todo o tempo. Com belas tomadas e excelentes performances de JoJo, o clipe exibe cenas de um encontro entre um casal de namorados.

## Faixas do single
"How to Touch a Girl" foi um single com prioridade digital; ou seja; disponível para download em sites de música on-line como o iTunes. Porém alguns CDs promocionais foram produzidos e enviados às rádios americanas.
- CD promocional para os EUA[3]

1. "How to Touch a Girl" (versão do rádio) – 4:02
2. "How to Touch a Girl" (instrumental) – 4:30
3. "How to Touch a Girl" (Call Out Hook) – 0:42

## Desempenho nas tabelas musicais
O single não conseguiu entrar na Billboard Hot 100, porém, entrou nas listas Bubbling Under Hot 100 onde fica em 4º lugar, (o que equivale à posição 104 na lista Hot 100). O single também atingiu a 76ª posição da Billboard Pop 100.
| País — Tabela musical (2006)                    | Posição |
| ----------------------------------------------- | ------- |
| Estados Unidos (Bubbling Under Hot 100 Singles) | 4       |
| Estados Unidos (Billboard Pop 100)              | 76      |
| Filipinas (MYX Hit Chart)                       | 12      |